# Edipo re (Leoncavallo)
Edipo re és una òpera en un acte composta per Ruggero Leoncavallo sobre un llibret italià de Giovacchino Forzano, basat en Èdip Rei de Sòfocles. S'estrenà a l'Òpera de Chicago el 15 de setembre de 1920.